# Движение 10 июня
Движение 10 июня (кор. 6·10 만세운동, «Движение шесть-десять» или «Движение десятого июня») — серия студенческих демонстраций, прошедшая 10 июня 1926 года на Корейском полуострове, одно из первых публичных проявлений корейского сопротивления, направленного против японского господства в стране. Иногда его называют демонстрацией Мансэ ( корейский:  만세운동 ; ханджа : 萬歲運動; RR :  Мансэ Ундонг ).

## Предпосылки
В Корее,  испытывавшей экономические проблемы после Первой мировой войны, с 1910 по 1919 год в образовательной системе страны широко распространились идеи освободительной борьбы , вылившиеся в  Движение 1 марта 1919 года, после которого антияпонское сопротивление приобрело открытый характер. 13 апреля 1919 году Движение 1 марта сформировало в Шанхае Временное правительство Республики Корея, получившее признание всех основных сил Кореи, выступающих за независимость. Япония в значительной степени подавила движение за независимость силами полиции, жандармерии и армии Японии, что в значительной степени осталось незамеченным мировыми державами. После чего, учитывая размах волнений, адмирал Императорского флота Японии, третий генерал-губернатор Кореи  (1919 - 1927 год)  Сайто Макото провозгласил политику «культурного управления», в Корее была ослаблена цензура и разрешены частные публикации на корейском языке, был распущен корпус жандармерии, существовавший в Корее со времён её аннексии Японией, впервые в корейской истории было введено ограниченное местное самоуправление, был открыт первый корейский университет — Императорский университет Кэйдзё (совр. Сеульский национальный университет), начали издаваться корейские газеты (Чосон ильбо), была смягчена политика по отношению к корейским христианам. 
К 1925 году  корейское  правительство в Шанхае  было расколотым и нефункциональным, а его первый президент, христианин, жёсткий антикоммунист и авторитарный правитель  Ли Сын Ман ( в англоязычных странах известен как Сы́нман Ри (англ. Syngman Rhee) был из него исключен. В том же году был  Японией был принят Закон о соблюдении общественного порядка 1925 года, ограничивший некоторые свободы и вызвавший недовольство корейского общества.
26 апреля 1926 года умер Сунджон, второй и последний император Корейской империи (1907—1910), четвёртый сын императора Коджона, марионеточный правитель в руках Японии. День его погребения 10 июня 1926 года послужил катализатором для начала студенческих волнений.

## Ход событий
Чтобы не пойти по стопам Движения 1 марта, японские империалисты подготовили меры строгой бдительности, такие как отслеживание слухов и тревожного поведения, а также было размещено в Кёнсоне в общей сложности более 7000 солдат, а также были доставлены военные корабли в порты Инчхон и Пусан с целью контроля народных волнений в Корее. Движение от 10 июня состояло из трех частей. Первая часть потерпела неудачу - социалист Гвон О-сеол напечатал большую сумму фальшивых китайских денег на газетном принтере, а японское правительство обнаружило печатный станок и уничтожило его. Вторая часть движения за национальную независимость - это высокообразованные студенты университетов. В день смерти Сунджона более 800 студентов из Студенческой научной ассоциации Чосон собрались в Сеул под видом студенческого пикника, решив использовать смерть Сунджона, как повод для движения за независимость, точно так же, как Движение 1 марта использовало смерть короля Коджона. Три недели спустя в корейском университете в Сеуле около 400 студентов собрались, чтобы принять решение о проведении публичной акции протеста в тот же день, что и похороны короля Сунджона. Были выбраны лидеры и выяснены детали подготовки. Заключительные приготовления прошли гладко, несмотря на угрозу быть обнаруженными японцами, которые по мере приближения дня похорон становились все более и более внимательными. Были сделаны флажки, заявления и листовки, и после того, как было напечатано 10 000 листовок, все ученики отнесли их в свои школы и начали распространять среди учащихся. Третьей и самой неожиданной частью движения 10 июня было участие учеников средней школы. Горстка учеников средней школы, узнав о смерти Сунджона, захотела принять участие  в демонстрациях. В день похорон Сунджона в 8:30 утра 240 000 учеников, в том числе около 300 учеников средней школы, выстроились вдоль улиц, после чего прошли  маршем по центру Сеула, разбрасывая прокламации о независимости и выкрикивая: «10 000 лет независимости Чосона! (조선 독립 만세)» В течение дня многие ученики присоединились к движению, которое распространилось на все районы города.

## Последствия
Для подавления протестующих были привлечены военные. 210 студентов были задержаны в Сеуле и 1000 студентов были задержаны в ходе протестов по всей стране. Большинство студентов вскоре были освобождены, однако 106 студентов были подвергнуты расследованию и 53 были заключены в тюрьму. Позже в том же месяце, 25 июня, семеро студентов были привлечены к ответственности и преданы суду за незаконное изготовление и распространение документов. Семь студентов были приговорены к различным срокам тюремного заключения от одного до трех лет.

## Значение
"Движение 10 июня", произошедшее в 1926 году, было первой уличной демонстрацией за национальную независимость, которая была спланирована и проведена исключительно студентами. Оно объединило студентов и создало братство, которое продолжало планировать и осуществлять антияпонские движения. Движение 1926 года возродило движение за независимость в Корее, которое застопорилось на семь лет, и помогло вдохновить и поддержать настроения до следующего движения в 1929 году в Кванджу . 